# Мінна Атертон
Мінна Атертон (англ. Minna Atherton, 17 травня 2000) — австралійська плавчиня.
Чемпіонка світу з водних видів спорту 2019 року.
Призерка Чемпіонату світу з плавання на короткій воді 2018 року.
Чемпіонка світу з плавання серед юніорів 2015 року.